# Klein-Kumanien

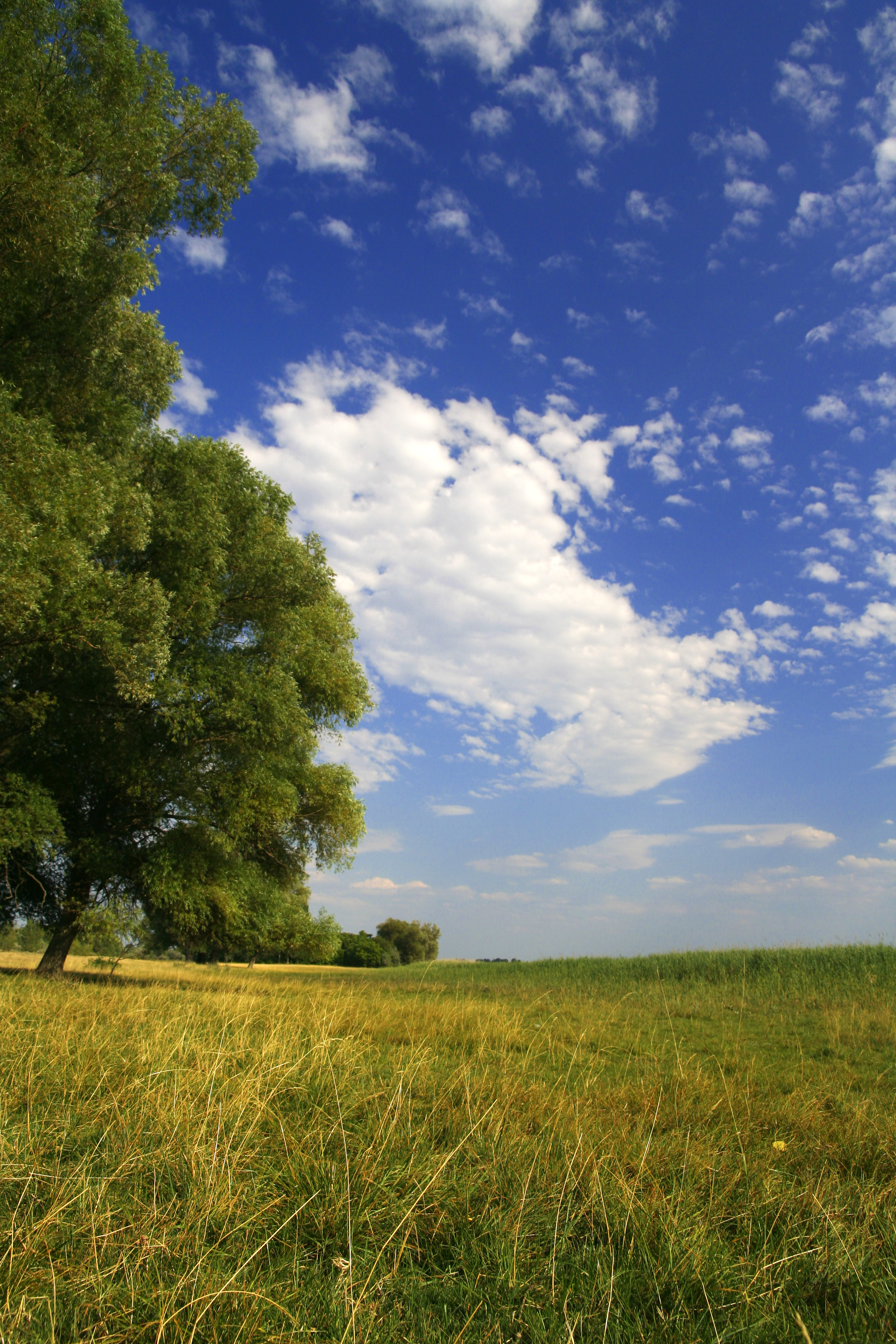
Kiskunsági Nemzeti Park in Kleinkumanien

Klein-Kumanien (ungarisch Kiskunság) ist eine Region in Ungarn. Trotz seines Namens war Kleinkumanien vom 13./14. Jahrhundert bis zur osmanischen Eroberung 1532 und wiederum 1745 bis 1876 das größte Teilgebiet der autonomen Selbstverwaltung der Kumanen in Ungarn. Das Gebiet erstreckt sich, zwischen Donau und Theiß gelegen, südlich von Budapest bis nördlich von Szeged. Klein-Kumanien wurde im 13. und 14. Jahrhundert von den Kun (Kumanen) besiedelt. Erst im Laufe der frühen Neuzeit wurde die kumanische Sprache hier durch das Ungarische abgelöst.

## Klein-Kumanische Ortschaften
Zu der historischen Region Klein-Kumanien gehörten bis 1876 die folgenden Kleinstädte:
- Fülöpszállás
- Kiskundorozsma
- Kiskunfélegyháza
- Kiskunhalas
- Kiskunmajsa
- Kiskunlacháza (Die im 1950 angeschlossene Ortschaft Pereg gehörte aber nicht zu Klein-Kumanien)
- Kunszentmiklós
- Szabadszállás

Auf den ehemaligen Pusztagebieten von Klein-Kumanien befinden sich 27 Ortschaften:
- Balotaszállás
- Bordány
- Csólyospálos
- Felsőlajos
- Forráskút
- Fülöpháza
- Fülöpjakab
- Gátér
- Imrehegy (wurde aus den zu Klein-Kumanien gehörenden Grenzgebieten von Kecel gegründet)
- Jakabszállás
- Jászkarajenő
- Jászszentlászló
- Kerekegyháza
- Kocsér
- Kunfehértó
- Kunszállás
- Ladánybene
- Lajosmizse
- Móricgát
- Orgovány
- Petőfiszállás
- Pirtó
- Pusztamérges
- Szank
- Üllés
- Zsana
- Zsombó